# Championnat du Pérou de football 1971
Navigation
Saison précédente Saison suivante
La saison 1971 du Championnat du Pérou de football est la quarante-troisième édition du championnat de première division au Pérou. Les seize clubs participants sont regroupés au sein d'une poule unique où ils s'affrontent deux seule fois au cours de la saison. À la fin du championnat, les trois derniers sont relégués et remplacés par le champion de Segunda Division et les deux premiers de la poule finale de Copa Perú.
C'est l'Universitario de Deportes qui remporte la compétition après avoir terminé en tête du classement final, avec six points d'avance sur l'Alianza Lima et sept sur le Defensor Lima. C'est le 14e titre de champion du Pérou de l'histoire du club, qui rejoint l'Alianza Lima au nombre de titres remportés. 
Le tenant du titre, le Sporting Cristal, ne termine qu'à la quatrième place, à huit points de l'Universitario.

## Les clubs participants
| - Alianza Lima - Sport Boys - Defensor Arica - Universitario de Deportes - Atlético Torino - Club Centro Deportivo Municipal - Juan Aurich - FBC Melgar - Promu via la Copa Perú | - Porvenir Miraflores - Carlos A. Mannucci - Sporting Cristal - AD Olímpico - Promu de Segunda Division - Defensor Lima - Unión Tumán - Promu via la Copa Perú - Octavio Espinosa - José Gálvez FBC - Promu via la Copa Perú |

## Compétition
Le barème utilisé pour établir les différents classements est le suivant :
- Victoire : 2 points
- Match nul : 1 point
- Défaite, forfait ou abandon : 0 point

### Classement
| Rang | Équipe                          | Pts | J  | G  | N  | P  | Bp | Bc | Diff |
| ---- | ------------------------------- | --- | -- | -- | -- | -- | -- | -- | ---- |
| 1    | Universitario de Deportes       | 46  | 30 | 18 | 10 | 2  | 57 | 20 | +37  |
| 2    | Alianza Lima                    | 40  | 30 | 16 | 8  | 6  | 50 | 25 | +25  |
| 3    | Defensor Lima                   | 39  | 30 | 14 | 11 | 5  | 48 | 30 | +18  |
| 4    | Sporting Cristal (T)            | 38  | 30 | 13 | 12 | 5  | 50 | 36 | +14  |
| 5    | Club Centro Deportivo Municipal | 37  | 30 | 14 | 9  | 7  | 47 | 34 | +13  |
| 6    | Juan Aurich                     | 36  | 30 | 15 | 6  | 9  | 48 | 37 | +11  |
| 7    | FBC Melgar (P)                  | 34  | 30 | 10 | 14 | 6  | 40 | 30 | +10  |
| 8    | Atlético Torino                 | 30  | 30 | 10 | 10 | 10 | 30 | 38 | -8   |
| 9    | Sport Boys                      | 29  | 30 | 9  | 11 | 10 | 30 | 27 | +3   |
| 10   | Unión Tumán (P)                 | 26  | 30 | 9  | 8  | 13 | 38 | 50 | -12  |
| 11   | Carlos A. Mannucci              | 24  | 30 | 7  | 10 | 13 | 43 | 49 | -6   |
| 12   | Defensor Arica                  | 24  | 30 | 8  | 8  | 14 | 30 | 46 | -16  |
| 13   | José Gálvez FBC (P)             | 20  | 30 | 5  | 10 | 15 | 27 | 50 | -23  |
| 14   | AD Olímpico (P)                 | 20  | 30 | 5  | 10 | 15 | 32 | 56 | -24  |
| 15   | Octavio Espinosa                | 19  | 30 | 6  | 7  | 17 | 26 | 43 | -17  |
| 16   | Porvenir Miraflores             | 18  | 30 | 3  | 12 | 15 | 38 | 63 | -25  |

|  | Qualification pour la Copa Libertadores 1972                                               |
|  | Relégation en Segunda Division                                                             |
|  | (T) : Tenant du titre (P) : Promu de Segunda Division En italique : Formations de province |

## Bilan de la saison
| Championnat du Pérou de football 1971 |                                       |
| Champion                              | Universitario de Deportes (14e titre) |
| Qualifications continentales          |                                       |
| Copa Libertadores 1972                | Universitario de Deportes             |
| Copa Libertadores 1972                | Alianza Lima                          |
| Promotions et relégations             |                                       |
| Promus en Primera División            | Deportivo SIMA                        |
| Promus en Primera División            | Atlético Grau (via la Copa Perú)      |
| Promus en Primera División            | León de Huánuco (via la Copa Perú)    |
| Relégués en Segunda División          | AD Olímpico                           |
| Relégués en Segunda División          | Octavio Espinosa                      |
| Relégués en Segunda División          | Porvenir Miraflores                   |